# Андрій Лівицький (монета)
«Андрі́й Ліви́цький» — ювілейна монета номіналом 2 гривні, випущена Національним банком України. Присвячена українському правознавцю, державному і громадському політичному діячеві — Андрію Миколайовичу Лівицькому.
Монету введено в обіг 27 березня 2009 року. Вона належить до серії «Видатні особистості України».

## Опис та характеристики монети
| Номінал грн. | Метал      | Маса, грам | Діаметр, мм. | Якість виготовлення       | Гурт     | Тираж, штук |
| ------------ | ---------- | ---------- | ------------ | ------------------------- | -------- | ----------- |
| 2            | нейзильбер | 12,8       | 31           | спеціальний анциркулейтед | рифлений | 35 000      |

### Аверс
На аверсі монети в центрі зображено малий Державний Герб України, під ним — рік карбування монети «2009», по колу розміщено написи: «НАЦІОНАЛЬНИЙ БАНК УКРАЇНИ» (угорі), «ДВІ ГРИВНІ» (унизу) та логотип Монетного двору Національного банку України.

### Реверс
На реверсі монети зображено портрет А. М. Лівицького та написи: «АНДРІЙ ЛІВИЦЬКИЙ» — півколом, з правого боку від портрета — роки життя «1879/1954», унизу півколом — «ПРЕЗИДЕНТ УНР В ЕКЗИЛІ».

## Автори

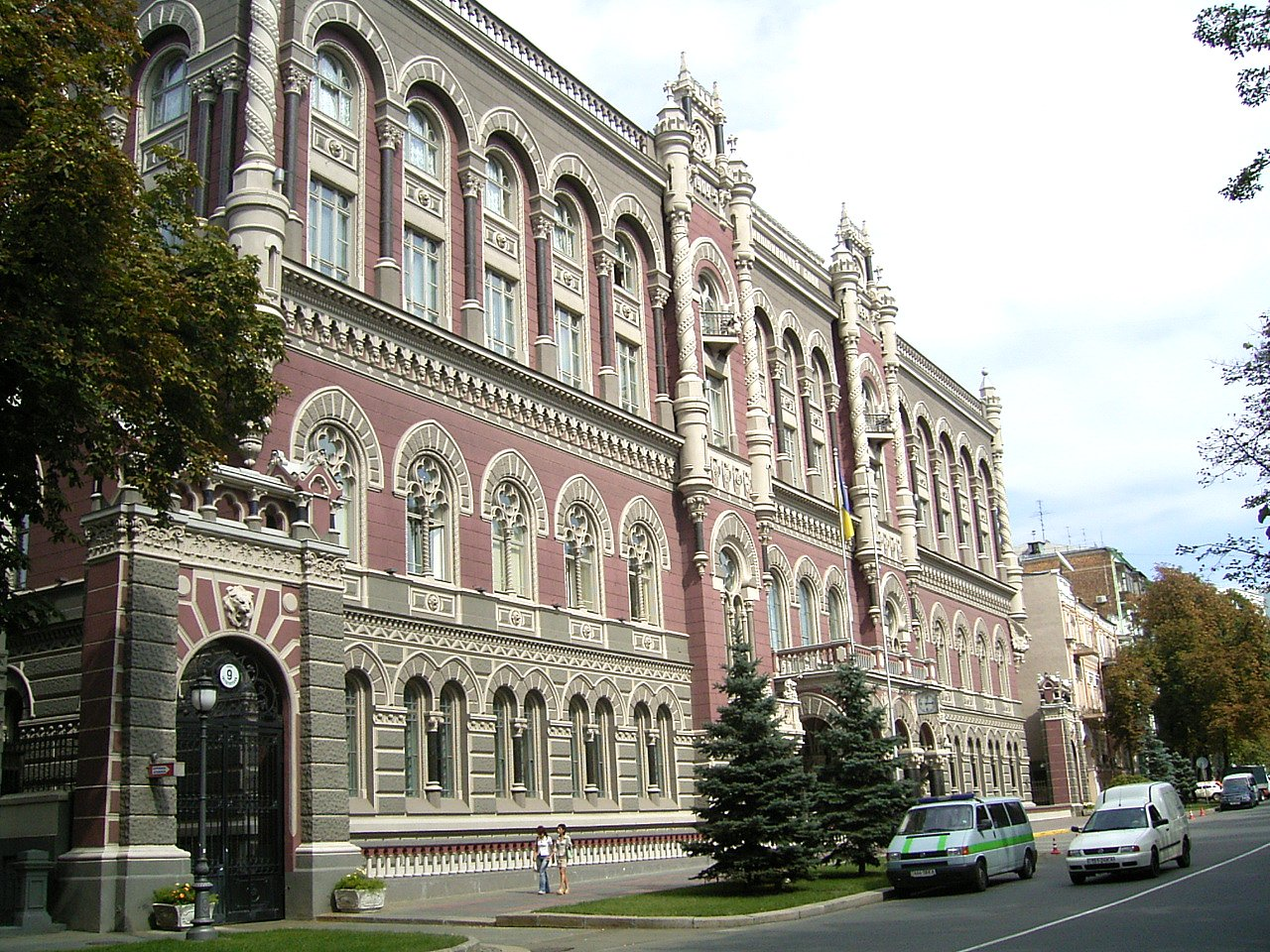
Будівля Національного банку України

- Художники: Таран Володимир, Харук Олександр, Харук Сергій.
- Скульптори: Дем'яненко Володимир, Іваненко Святослав.

## Вартість монети
Ціна монети — 15 гривень, була зазначена на сайті Національного банку України 2011 року.
Фактична приблизна вартість монети з роками змінювалася так:
| Рік        | 2010 | 2011 | 2012 | 2013 | 2014 | 2015 | 2016 | 2017 | 2018 | 2019 | 2020 | 2021 | 2022 | 2023 | 2024 | 2025 |
| ---------- | ---- | ---- | ---- | ---- | ---- | ---- | ---- | ---- | ---- | ---- | ---- | ---- | ---- | ---- | ---- | ---- |
| Ціна, грн. | 17   | 20   | 20   | 20   | 25   | 30   | 30   | 40   | 45   | 50   | 50   | 50   | 50   | 90   | 120  | 135  |